# Bjorn van den Ende
Bjorn van den Ende (Naarden, 10 de enero de 1986) es un deportista neerlandés que compite en remo.
Ganó una medalla de plata en el Campeonato Mundial de Remo de 2019 y cuatro medallas en el Campeonato Europeo de Remo entre los años 2017 y 2021.
Participó en dos Juegos Olímpicos de Tokio 2020, en los años 2016 y 2020, ocupando el quinto lugar en Tokio 2020, en la prueba de ocho con timonel.

## Palmarés internacional
| Campeonato Mundial | Campeonato Mundial       | Campeonato Mundial | Campeonato Mundial |
| Año                | Lugar                    | Medalla            | Prueba             |
| ------------------ | ------------------------ | ------------------ | ------------------ |
| 2019               | Ottensheim (Austria)     | Medalla de plata   | Ocho con timonel   |
| Campeonato Europeo |                          |                    |                    |
| Año                | Lugar                    | Medalla            | Prueba             |
| 2017               | Račice (República Checa) | Medalla de bronce  | Ocho con timonel   |
| 2019               | Lucerna (Suiza)          | Medalla de bronce  | Ocho con timonel   |
| 2020               | Poznań (Polonia)         | Medalla de bronce  | Ocho con timonel   |
| 2021               | Varese (Italia)          | Medalla de bronce  | Ocho con timonel   |